# أوسكار باور
أوسكار باور (بالألمانية: Oskar Bauer)‏ (24 سبتمبر 1956 ألمانيا - ) هو لاعب كرة قدم ألماني يلعب كمدافع.

## روابط خارجية
- أوسكار باور على موقع قاعدة بيانات كرة القدم.إي يو (الإنجليزية)
- أوسكار باور على موقع بيانات كرة القدم. دي إي (الألمانية)
- أوسكار باور على موقع عالم كرة القدم.نت (الإنجليزية)